# Asonada de Álzaga

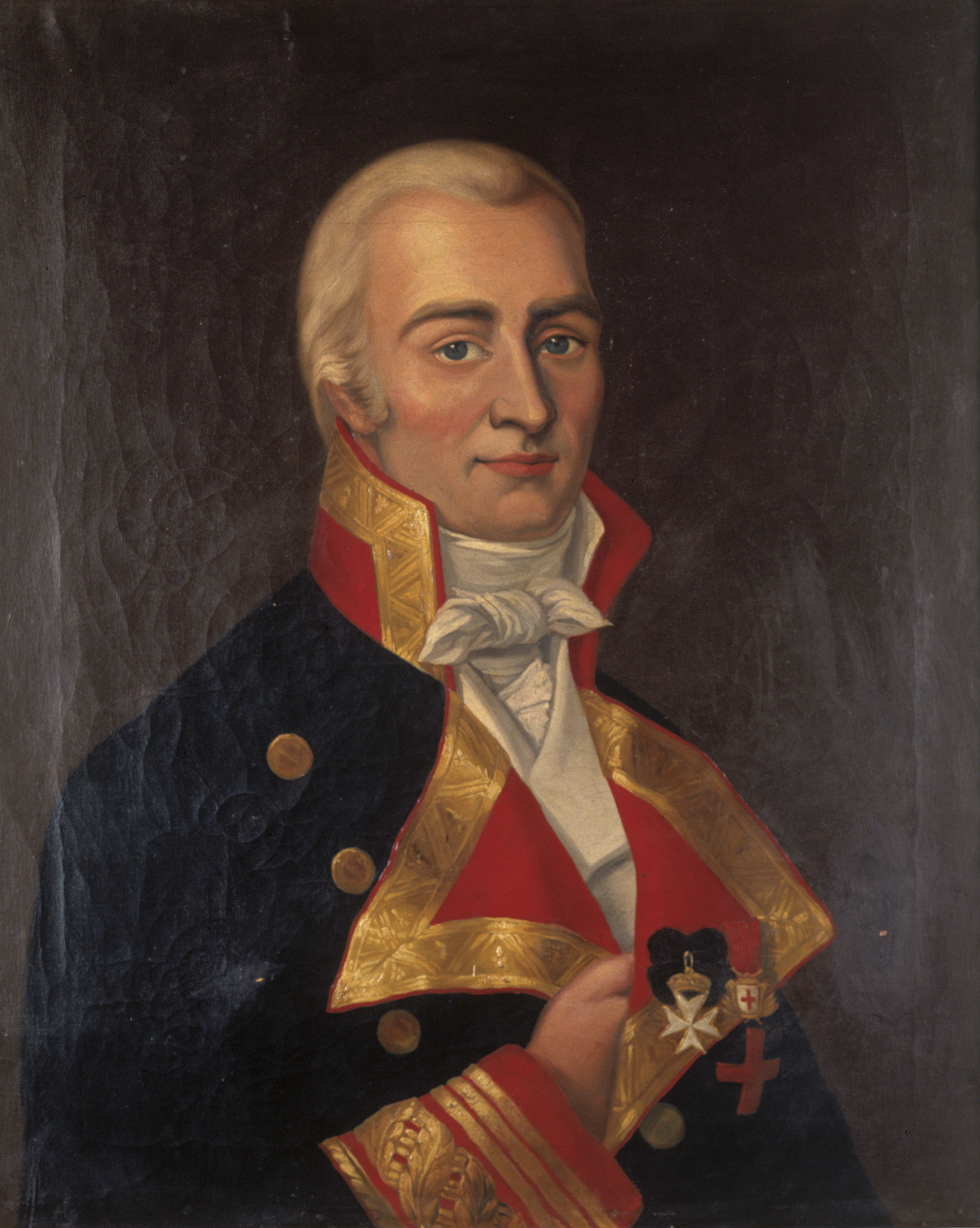
Santiago de Liniers, el virrey que se buscaba destituir.

Se conoce como asonada de Álzaga, ocurrida el 1 de enero de 1809, al intento de destituir al virrey del Río de la Plata, Santiago de Liniers, por parte de un grupo afín al Cabildo de Buenos Aires encabezado por uno de sus miembros, el alcalde Martín de Álzaga.

## Situación previa
Santiago de Liniers y Martín de Álzaga fueron los héroes de la reconquista de Buenos Aires durante la primera de las invasiones inglesas al Virreinato del Río de la Plata acaecida en 1806. Al producirse el segundo ataque inglés, en 1807, Liniers reemplazó, por presión popular, como virrey a Rafael de Sobremonte, acusado de haber abandonado sus funciones en medio de la invasión. La victoria en la defensa contra la segunda invasión elevó su prestigio y fue confirmado en su cargo por orden del rey Carlos IV de España.
Francisco Javier de Elío, el gobernador de Montevideo, resistió su autoridad y aprovechó el hecho de que Liniers era francés para acusarlo de hacer complot con el Imperio Napoleónico, en guerra contra España por ese entonces. Elío organizó una Junta de Gobierno en Montevideo, que desconoció la autoridad del virrey.
En el mes de octubre de 1808 estuvo a punto de estallar una revolución contra Liniers, dirigida por el Cabildo de la capital virreinal: la excusa era que el hijo del virrey acababa de contraer matrimonio en el virreinato que gobernaba su padre, algo prohibido por las leyes españolas. Pero la absoluta negativa de la Real Audiencia a secundar el reclamo en su contra hizo abortar los planes de Álzaga y su partido.

## La asonada

### El primer intento
El 30 de diciembre de 1808, el Cabildo presentó una exigencia antipática al virrey, con la evidente intención de provocarlo: vetó el nombramiento de alférez real del joven Bernardino Rivadavia, candidato de Liniers a ese cargo, con comentarios hirientes contra la capacidad del mismo. La intención era usar su insistencia para acusarlo de despotismo. Al darse cuenta de que se le tendía una trampa, Liniers adoptó una actitud sumisa y firmó sin comentarios una orden en que se le pedía al mismo Cabildo que nombrara al nuevo alférez real. Eso desarmó el primer impulso revolucionario.
El 1 de enero de 1809, los miembros del Cabildo, liderados por Álzaga, se reunieron y propusieron una lista de miembros del nuevo cabildo, que debía asumir ese mismo día, seleccionando a sus miembros entre los más reconocidos enemigos del virrey. Al dirigirse al Fuerte de Buenos Aires para presentar esa lista para su aprobación, fueron apoyados por varios regimientos de milicias, todos de origen español, que ocuparon la Plaza de la Victoria. También reunieron una pequeña multitud de manifestantes, que protestaban contra la gestión de Liniers y exigían su renuncia.
Contra lo que esperaban, Liniers protestó durante algunos minutos en voz baja, y luego firmó los nombramientos. Por segunda vez, había cedido y logrado salvar con eso su cargo.
Simultáneamente, ingresaba por la puerta de atrás del fuerte un batallón del Regimiento de Patricios, cuyo comandante, Cornelio Saavedra, ordenó defender al virrey y apuntar sus cañones contra el edificio del Cabildo.
Los miembros del Cabildo volvieron a reunirse y decidieron deponer al virrey de todos modos. Pretendían reemplazarlo con una Junta de Gobierno, de la cual formaban parte solamente españoles peninsulares y dos criollos, Mariano Moreno y el síndico Julián de Leyva, que ejercerían como secretarios de la misma.

### Segundo intento
Pasado el mediodía, una fuerte tormenta dispersó a los manifestantes, pero las tropas permanecieron en sus puestos, aunque trasladándose al reparo de los arcos de la Recova.
A media tarde, una gran comitiva se presentó en el Fuerte; de ella formaba parte el Cabildo en pleno, el obispo de la ciudad, Benito Lué y Riega, y los miembros de la Audiencia y del Consulado de Comercio de Buenos Aires. Todos exigían la renuncia de Liniers.
Además pidieron a Saavedra que retirara sus tropas. Viendo que el virrey no parecía ya dispuesto a resistir, el coronel de los Patricios retiró su regimiento por el medio de la Plaza, como en un desfile, saludado por las fuerzas militares rebeldes. Minutos más tarde, y sin esperar órdenes superiores, la mayor parte de los soldados de los batallones españoles se retiró a sus casas. Por su parte, Saavedra se dedicó a recorrer los cuarteles de los demás batallones.
Liniers se consideraba vencido, pero aún quiso controlar en algo los efectos de su caída, por lo que — apoyado por Lué — exigió el cumplimiento de las normativas que preveían el reemplazo de los virreyes por el militar más antiguo del virreinato. En este caso, se trataba del general Pascual Ruiz Huidobro. Sabiendo que su primer intento había fallado, pero considerándolo más manejable y menos prestigioso que Liniers, Álzaga terminó por unirse a esa exigencia.
Entonces sí, declaró Liniers que renunciaría, y se inició la redacción de un acta en que Liniers anunciaba su renuncia.

### El fracaso
Pero antes de que el acta estuviera completada, se presentó nuevamente de improviso en el Fuerte el coronel Saavedra, comandante de Patricios, con los demás comandantes de regimientos y batallones formados por criollos. Para darle más espectacularidad a su entrada, Saavedra iba con la espada desenvainada y había reemplazado su sombrero por un pañuelo anudado.
Saavedra y los demás comandantes exigieron firmemente que se suspendiera el acto, ya que el grupo que presentaba la exigencia de renuncia no representaba al pueblo. Lué intervino, pidiendo a Saavedra que dejara las cosas como estaban, debido a que Liniers no era querido. Entonces Saavedra llevó a Liniers al balcón del Fuerte, donde fue aclamado por una importante cantidad de gente, convocada por el mismo Saavedra.
En ese mismo momento aparecieron en la plaza los Patricios, ocupándola y desplazando a las milicias partidarias del golpe. Hubo algunos disparos, que causaron algunos heridos, pero las milicias rebeldes evacuaron la plaza sin luchar.
Entonces Liniers ingresó nuevamente al salón en que estaban los capitulares y el obispo, y declaró firmemente que no pensaba renunciar. En un giro muy curioso, el acta que se estaba redactando, que comenzaba anunciando la renuncia de Liniers, terminó con la confirmación del mismo, con el general beneplácito de todos los presentes, incluidos los miembros del Cabildo.
Todos se retiraron a sus casas, excepto los miembros del Cabildo. Horas más tarde, entrada ya la noche, Liniers ordenó la libertad de los alcaldes y otras dignidades entrantes. Pero los cabildantes salientes, incluido Álzaga, permanecieron prisioneros.

## Consecuencias
Al día siguiente, Álzaga y los demás líderes del movimiento fueron desterrados a Carmen de Patagones. La Audiencia inició un juicio contra ellos, por "independencia" (sic). Pero los dos secretarios nunca fueron molestados.
Los batallones de milicias urbanas sublevados — tercios de Miñones, de Gallegos y de Vizcaínos, incluyendo a los Cazadores Correntinos — fueron disueltos. Parte de las tropas correspondientes pasaron a otros cuerpos, pero los oficiales fueron dados de baja de forma definitiva. También se hallaron implicadas 4 compañías del 3° Batallón de Patricios al mando de José Domingo Urien y algunos oficiales de los otros dos batallones del cuerpo, tales como Antonio José del Texo (un capitán del 1° batallón), Pedro Blanco y Tomás José Boyso. Urién fue destituido y a Texo se le inició juicio por intentar asesinar a Saavedra. Los desterrados a Carmen de Patagones fueron Martín de Álzaga, Juan Antonio Santa Coloma, Olaguer Reynals, Francisco de Neyra y Arellano y Esteban Villanueva. Todos fueron rescatados por Elío — quien seguía sin reconocer a Liniers y sostuvo la Junta de Montevideo — y trasladados a esa ciudad.
El Cabildo fue purgado de varios de sus miembros, y un nuevo grupo de dirigentes, ligados especialmente al jefe de los Patricios y a los demás jefes militares criollos, asumió el mando del mismo. No obstante, la mayor parte de ellos — a diferencia de Saavedra — no participarían en la Revolución.
Con la llegada de España del nuevo virrey, Baltasar Hidalgo de Cisneros, los cuestionamientos de los pobladores españoles al reemplazado Liniers quedaron en el olvido, y Cisneros indultó a los responsables de la Asonada.
Poco después tendría lugar la Revolución de Mayo, dirigida por criollos en lugar de españoles. Álzaga parece haber tenido alguna participación en la elección de los miembros de la Primera Junta, aunque no de forma visible. Varios de los partidarios de Álzaga tuvieron activa participación en la Revolución, aliados esta vez del grupo dirigido por Saavedra.
Uno de los vocales de la fallida junta, Juan Larrea, fue miembro de la Primera Junta. Uno de los dos secretarios, Mariano Moreno, fue secretario de la misma, mientras que el otro, Manuel Leyva, opuso los últimos obstáculos legales que debieron sortear los revolucionarios.
El principal beneficiario del fracaso de la Asonada fue Saavedra, a quien Liniers debía desde entonces su gobierno. De allí en adelante, ningún gobierno pudo actuar en Buenos Aires sin el apoyo de las milicias urbanas, por lo menos hasta la crisis de 1820. De hecho, fue la decisión de Saavedra la que desencadenó la Revolución de Mayo.

## Interpretaciones
Desde Vicente Fidel López en adelante, la Asonada de Álzaga fue vista como una reacción absolutista, dirigida por españoles, para salvar el dominio español en el Virreinato. Muchos historiadores han repetido esa visión desde entonces. Entre ellos, Ricardo Levene, biógrafo de Mariano Moreno, no logró nunca conciliar esa visión con el panegírico de su biografiado. Uno de los últimos biógrafos de Álzaga, Lozier Almazán, no intenta definir ese punto con precisión.
Posteriormente, varios autores han puesto en duda esa visión, observando que Álzaga era vasco, y había llegado al Río de la Plata siendo un niño; es decir, que mal podía pretender una dependencia de una España que casi no recordaba, y por la cual los vascos no sentían el mismo apego que los habitantes de las provincias centrales.
Asimismo, tampoco la posterior trayectoria de Moreno condice con el supuesto absolutismo de los partidarios de la Asonada. Por otro lado, durante esos años, los absolutistas siempre se opusieron a la formación de juntas de gobierno.
La significación exacta de la Asonada de Álzaga sigue abierta a discusión, aunque queda claro que no todos los que participaron en ella perseguían los mismos fines. Ni tampoco concordaban en sus objetivos quienes se le opusieron. 